# Nora Sforza
Nora Hebe Sforza ( 31 de octubre en Buenos Aires) es una profesora, investigadora, profesora de literatura y traductora argentina.
Galardonada con varios premios como el Premio Teatro del Mundo.

## Biografía
Obtuvo su título de Profesora en enseñanza Media, Normal y Especial en Historia en 1986 por la Facultad de Humanidades de la Universidad de Belgrano. Es Licenciada en Lengua Italiana en 2000 Universidad del Museo Social Argentino (UMSA).
Doctora en Letras Modernas (UBA), Magister en Historia (FLACSO) Argentina y Licenciada en Lengua y Cultura Italianas (Università di Pisa). Es Profesora Adjunta Regular de Literatura Italiana y JTP Regular de Literatura del Renacimiento (FFyL, UBA). Codirige diversos proyectos de investigación y es miembro del Comité Asesor de la Revista Modernidades de la UNC, del Comité de Redacción de Cartabianca (Roma - Florencia, Alma Edizioni), además de presidente de la Asociación de Docentes e Investigadores de Lengua y Cultura Italianas de la Argentina.
Especialista en Teatro del Renacimiento italiano y en temas de Italianística, en su producción recordamos numerosos artículos en libros y publicaciones científicas de Argentina, Uruguay, México, España e Italia; su traducción integral, estudio preliminar y notas de las comedias renacentistas La cassaria de ARIOSTO y Candelero de BRUNO (Premios “Teatro del Mundo” en “Edición” -1998/2003 - y, en el primer caso, “Premio a la Traducción” del Ministerio de Relaciones Exteriores de la República Italiana). Ha curado la edición, (Premio “Teatro del Mundo 2011 en “Traducción”) de la Ficción completa de MAQUIAVELO, (Colihue Clásica, 2010). Sus ensayos Teatro y poder en el Renacimiento italiano, 1480-1542. Entre la corte y la república (Letranómada, 2008) y Angelo Beolco (Ruzante). Un dramaturgo provocador en la Italia del Renacimiento (Miño&Dávila, 2012) han obtenido también el Premio “Teatro del Mundo” en “Ensayo”. Ha traducido y comentado además textos de SACCHETTI, GUARINI, CORNARO, FIRENZUOLA, RUZANTE, BEMBO, DONI y PIRANDELLO, entre otros. Acaba de completar su edición de la única comedia de BERNINI encontrada hasta la fecha, El empresario (1647).

## Premios
- 1999, Premio Teatro del Mundo otorgado por el Centro de Investigación en Historia y Teoría Teatral de la UBA a la producción teatral 1998 en el rubro labor en edición por La Cassaria de Ludovico Ariosto, publicada por la FFyL de la UBA.

- 2002, Premio Internacional a la difusión del libro italiano en el extranjero , otorgado por el Ministerio de Relaciones Exteriores de la República de Italia.

- 2003, Premio Trabajos destacados. Categoría Figuras en Labor de Edición 2003 otorgado por el Centro de Investigación en Historia y Teoría Teatral de la UBA por su edición integral de la comedia Candelero de Giordano Bruno, publicada por la FFyL de la UBA.

- 2008, Premio Trabajos destacados. Categoría Ensayística otorgado por el Centro de Investigación en Historia y Teoría Teatral de la UBA por su ensayo Teatro y poder en el Renacimiento italiano (1480-1542). Entre la corte y la república. Buenos Aires, Letranómada.
- 2008, Premio Mayor. Categoría Ensayística otorgado por el Centro de Investigación en Historia y Teoría Teatral de la UBA por su ensayo Teatro y poder en el Renacimiento italiano (1480-1542). Entre la corte y la república. Buenos Aires, Letranómada, 2008. Noviembre 2008.
- 2011, Premio Trabajos destacados. Categoría Traducción otorgado por el Centro de Investigación eh Historia y Teoría Teatral de la UBA por su traducción de los Textos literarios de Nicolás Maquiavelo. Buenos Aires, Colihue clásica, 2010.

- 2011, Premio Trabajos destacados. Categoría Labor en Edición otorgado por el Centro de Investigación eh Historia y Teoría Teatral de la UBA por su traducción, estudio preliminar y notas de los Textos literarios de Nicolás Maquiavelo. Buenos Aires, Colihue clásica, 2010.

- 2013, Premio Trabajos destacados. Categoría Ensayística otorgado por el Centro de Investigación en Historia y Teoría Teatral de la UBA por su ensayo Angelo Beolco (a) Ruzante (1480-1542. Entre la corte y la república. Buenos Aires, Miño 6 Dávila, 2012.

## Libros
- 1997, 100 años de historieta en el mundo. La historieta en la Historia Argentina, Buenos Aires, Fundación AIGLÉ Ediciones, 96 pp. Coautora junto con Viviana Martínez y Héctor Sanguilliano. ISBN: 787-96361-0-4.

- 2007, La Cassaria de Ludovico Ariosto. (versión definitiva de 1530), Colección de Libros raros, olvidados y curiosos, dirigida por el Doctor José Emilio Burucúa, FFyL, UBA, 1997, XLVII + 110 pp. Traducción integral, estudio preliminar y notas. Este texto, considerado como la primera obra del teatro cómico moderno, resultó vencedor del Premio Teatro del Mundo 1998 otorgado por el Centro de Investigación en Historia y Teoría Teatral (CIHTT) de la UBA a la producción teatral en el rubro Labor en edición y del Premio a la Traducción otorgado por el Ministerio de Relaciones Exteriores de la República de Italia (D. M. 262/4322) del 22 de julio de 2002.

- 2003, El Candelero de Giordano Bruno. Colección de libros raros, olvidados y curiosos, FFyL,  UBA, LVI + 369.pp. Traducción integral, estudio preliminar y notas. 2.ª edición 2008. ISBN: 978-987-1450-18-3.

- 2008, Teatro y poder político en el Renacimiento italiano (1480 – 1542). Entre la corte y la república. Prólogo de José Emilio Burucúa. Buenos Aires, Letranómada, 2008. ISBN: 978-987-24243-2-9. Reseñado por Ernesto Schoo, Sandro Abate y Alejandro Patat, entre otros. Ganador del Premio Teatro del Mundo 2008 otorgado por el Centro de Investigación en Historia y Teoría Teatral (CIHTT) de la UBA a la producción teatral en el rubro Ensayística.

- 2009, Cuerpo y tiempo. Estudios de Italianística. (En colaboración con Analía Soria) (editoras). Buenos Aires, Asociación Dante Alighieri, 2009, 483 pp. ISBN: 978-950-9089-76-1.

- 2010, Ficción completa de Nicolás Maquiavelo. Estudio preliminar, traducción y notas. Buenos Aires, Colihue clásica, pp. CIX + 377. ISBN: 978-950-563-053-0.

- 2012, Angelo Beolco – Ruzante. Un dramaturgo provocador en la Italia del Renacimiento. Buenos Aires, Miño y Dávila, 2012, pp. 255. ISBN: 978-84-15295-10